# 绍博·约瑟夫
绍博·约瑟夫（匈牙利語：Szabó József，1969年3月10日—），匈牙利前男子游泳运动员。他参加了1988年奥运会的三项个人赛事，获得200米蛙泳金牌，另外他也参加了200米个人混合泳和400米个人混合泳。 1986年至1989年间，他在世界和欧洲锦标赛的三项赛事中获得两枚金牌，一枚银牌和一枚铜牌。  
2012年，他入选国际游泳名人堂。